# Irena Machovcak
Irena Machovcak (Praag, 13 november 1968) is een Nederlands voormalig volleybalspeelster die Nederland vertegenwoordigde op de Olympische Spelen van 1992 en 1996. In 1995 won ze met het Nederlands damesteam het Europees Kampioenschap. In Nederland speelde Machovcak lange tijd voor VVC uit Vught.

## Palmares
- 1995:  EK
- 1996: 5e OS

Cintha Boersma · Erna Brinkman · Heleen Crielaard · Kirsten Gleis · Aafke Hament · Marjolein de Jong · Vera Koenen · Marrit Leenstra · Irena Machovcak · Linda Moons · Henriëtte Weersing · Sandra Wiegers
Cintha Boersma · Erna Brinkman · Riëtte Fledderus · Jerine Fleurke · Marjolein de Jong · Saskia Kooijmans-van Hintum · Marrit Leenstra · Elles Leferink · Irena Machovcak · Claudia van Thiel · Ingrid Visser · Henriëtte Weersing
Erna Brinkman · Marjolein de Jong · Jolanda Elshof · Riëtte Fledderus · Jerine Fleurke · Petra Groenland · Marrit Leenstra · Elles Leferink · Irena Machovcak · Ingrid Visser · Henriëtte Weersing · Bert Goedkoop (coach)